# 乌尔门
乌尔门（德語：Ulmen，發音：[ˈʊlmən] ⓘ）是德国莱茵兰-普法尔茨州科赫姆-采尔县的城市，面积28.74平方千米，2023年12月31日人口为3,515人。

## 友好城市
- 法國 洛尔姆